# 김인겸 (법조인)
김인겸(金仁謙, 1963년 ~ )은 제33대 법원행정처 차장이다.

## 생애
1963년 서울시에서 태어나 광성고등학교와 서울대학교 법학과를 졸업하고 1986년 제28회 사법시험에서 합격하였다. 사법연수원 18기를 수료하고 서울대학교 사법대학원과 강원도 횡성군 제8전투비행단와 공군사관학교에서 공군 법무관을 마치고 1992년 서울형사지방법원에 임용되어 전주지방법원 군산지원, 제주지방법원, 서울고등법원 판사 등을 거쳐 법원행정처 사법정책심의관을 역임했다.
각급 법원에서 형사재판을 담당하며 유,무죄에 대한 정확한 판단과 엄정한 형을 선고해 법원 내부에서 형사재판 전문가로 정평이 났으며 재판을 할 때 합리적인 근거를 통한 판단을 중시하고 타당한 결론 도출을 위해 소송 당사자의 의견을 경청, 폭넓은 입증 기회를 주는 법관이라 평가받고 있다.
제주지방법원 형사합의부 재판장으로 있던 2004년 5월 10일 지방교육자치에 관한 법률 위반(기부행위 등) 사건 1심 선고 공판에서 오남두 전 제주교육감과 노상준(전 교육위원), 부희식(전직 교장), 허경운(전직 교장) 후보 4명에게 각각 징역 1년을 선고했으며 부희식 후보에게는 차명계좌 계설 과정에서 인장 등을 도용한 '사문서 위조 및 동 행사' 죄가 추가로 적용돼 벌금 200만원이 별도로 선고됐다. 또 불번선거운동에 가담한 오 당선자의 친척 교사 진씨와 또 다른 교사 김모, 임모씨에게 각각 징역 10월에 집행유예 2년을 선고하는 등 교사 7명에게 징역 6∼10월에 집행유예 1∼2년을 각각 선고했다. 2000년 7월 징병검사 때 현역병 입영 판정을 받았으나 대학 재학 등을 이유로 입영을 연기하다 2002년 12월 등과 허벅지에 용과 잉어 문신을 새겨 재신체검사에서 보충역(공익근무요원)으로 감면받은 혐의로 2003년 6월 구속기소되어 1심에서 징역 1년6월을 선고받았으나 항소심에서 무죄가 선고되면서 다른 법원의 `병역기피 문신' 유죄 판결과 형평성 논란을 빚자 대법원에서 파기환송된 피고인에 대해 2004년 6월 9일에 징역 1년6월에 집행유예 3년을 선고했다.
법원행정처 윤리감사관으로 재직하던 2009년에 대법원장이 "이메일로 압박받은 판사 없을 것"이라며 조사에 부정적인 가운데 신영철 (법조인) 대법관의 '촛불재판 재촉 이메일 파문'과 관련하여 김용담 법원행정처장을 비롯 이태운 서울고등법원 법원장, 최완주 서울중앙지방법원 형사수석부장판사, 이병로 서울중앙지방법원 민사합의18부장판사, 고연금 서울중앙지방법원 집행단독판사와 함께 법관 6명으로 구성된 진상조사단에 참가하여 2009년 3월 6일부터 활동을 개시했다.
양형위원회 수석전문위원으로 있으면서 "2009년부터 시행된 초대 양형기준의 기틀을 확립해 양형기준 제도의 성공적 정착에도 크게 기여했다."는 평가를 받았다.
서울고등법원 춘천재판부를 전담할 재판부장으로 2011년 2월 17일 취임하면서 "잘해야 한다는 부담감이 상당히 많다"며 "항소부가 편리한 측면에서 도민들에게 도움이 됐지만 앞으로는 질적인 면도 향상돼 균등하고 균일한 양질의 법률 서비스가 제공될 수 있도록 노력하겠다"고 하면서 "타 지역 사례를 보더라도 한동안 춘천재판부의 사건은 당분간 계속 늘 것으로 예상된다"며 "빠르고 조속한 판결과 함께 원만한 해결이 이뤄질 수 있도록 해야 하는데 이 점이 쉽지 않을 것으로 보인다”고 하면서도 "2심이 사실심리의 마지막인 점을 최대한 고려해 재판 당사자들을 적극 배려하는데 노력하겠다"고 했다. 공군 법무관 시절 횡성 제8전투비행단에서 근무를 하는 등 강원도와 인연이 있는 김인겸은 "산 좋고 물 맑은데다 인심까지 좋은 강원도에서 일할 수 있게 돼 기쁘다"고 했다.

서울중앙지방법원 민사합의14부 재판장으로 재직하던 2010년에 "국가정보원이 민간사찰을 했다는 내용의 허위사실을 공표해 국가정보원과 국가의 명예를 훼손했다"며 국가가 박원순 희망제작소 상임이사를 상대로 낸 손해배상 청구소송에서 국가패소 판결했다.
서울고등법원 부패전담부 형사재판장을 역임하며 도나도나 돼지 분양사기 사건, 정운호·최유정 법조비리 사건, 김신종 자원외교 사건 등을 심리했다.
또, 자동차 부품회사 다스 횡령 및 뇌물 혐의 등으로 1심에서 중형을 선고받은 이명박 전 대통령의 항소심 재판장을 맡았다가 2018년 1월 28일 법원행정처 차장에 임명되었다.

## 경력
- 강원도 횡성군 제8전투비행단 공군 법무관
- 공군사관학교 법무실장
- 1992년 3월 1일 서울형사지방법원 판사
- 서울민사지방법원 판사
- 광주고등법원 판사
- 2000년 2월 11일 서울고등법원 송무심의관[9]
- 국회 전문위원 파견
- 2004년 2월 18일 제주지방법원 수석부장판사[10]
- 2005년 2월 21일 대법원 재판연구관[11]
- 2007년 3월 1일 서울북부지방법원 부장판사[12]
- 2007년 2월 21일 ~ 2007년 8월 20일 사법연수원 사법연구 겸직
- 2007년 7월 18일양형위원회 수석전문위원[13]
- 2007년 8월 13일 법원행정처 사법정책심의관[14]
- 2008년 2월 21일 법원행정처 윤리감사관[15]
- 2009년 2월 23일 서울중앙지방법원 부장판사[16]
- 2011년 2월 17일 ~ 2011년 2월 13일 서울고등법원 춘천재판부장[17]
- 2013년 2월 14일 수원지방법원 수석부장판사[18]
- ~ 2018년 1월 27일 서울고등법원 부장판사
- 2018년 1월 28일 ~ 2021년 2월 8일 법원행정처 차장
- 2021년 2월 9일 ~ 2023년 2월 19일 서울가정법원 원장
- 2023년 2월 20일 ~ 서울고등법원 부장판사